# Plectropomus
Plectropomus – rodzaj ryb okoniokształtnych z rodziny strzępielowatych.

## Klasyfikacja
Gatunki zaliczane do tego rodzaju:

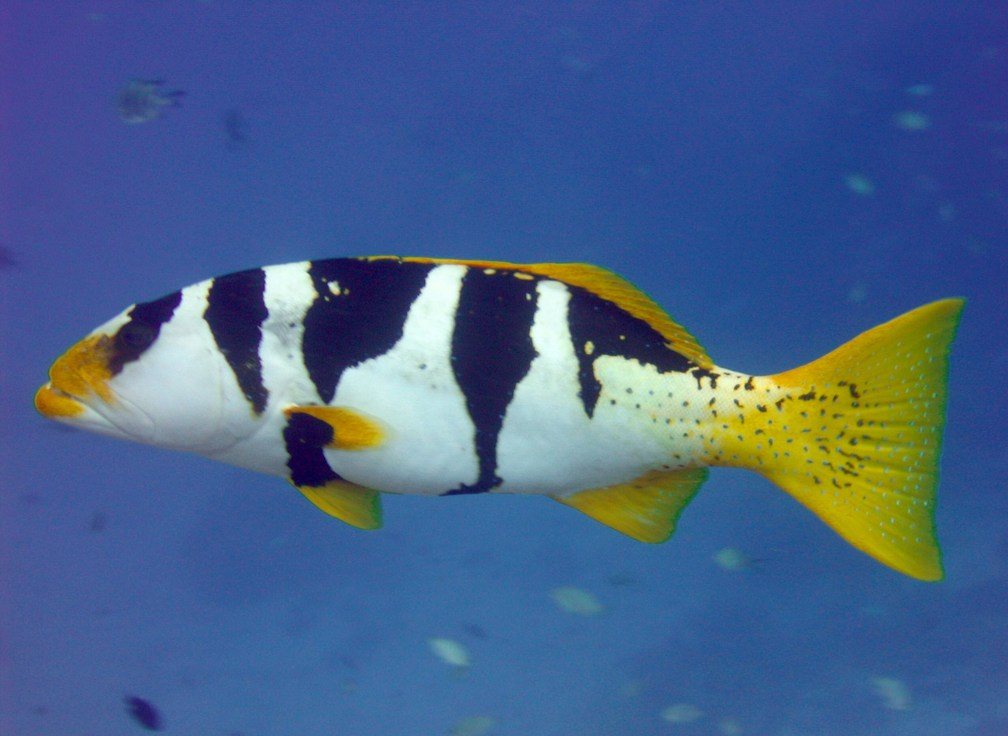
Plectropomus areolatus
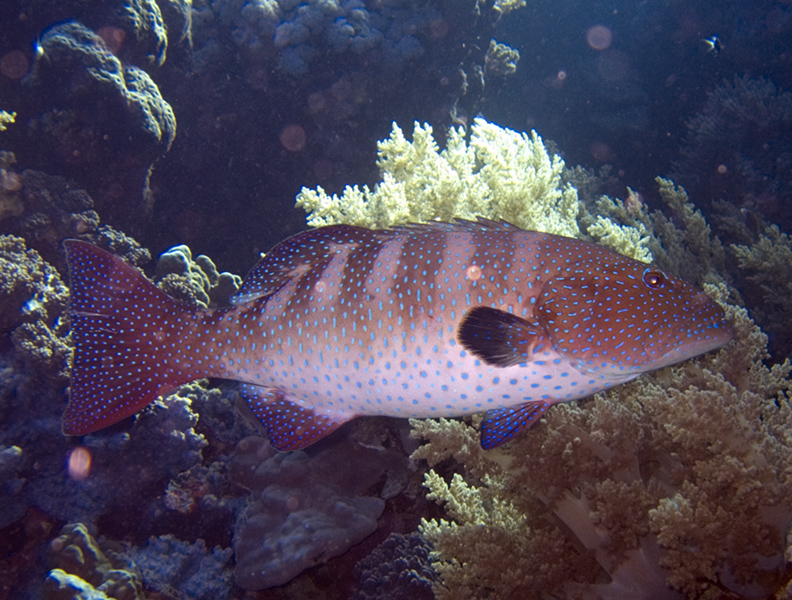
Plectropomus laevis
- Plectropomus leopardus
- Plectropomus maculatus
- Plectropomus marisrubri
- Plectropomus oligacanthus
- Plectropomus pessuliferus
- Plectropomus punctatus

- Plectropomus laevis
- Plectropomus pessuliferus